# Uwe Haasen
Uwe Haasen (* 9. Oktober 1929 in Gotha; † 30. Mai 2022) war ein  deutscher Versicherungsmanager. Er war langjähriger Vorsitzender der Allianz Lebensversicherung und der Allianz Versicherung, zudem saß er im Aufsichtsrat diverser Gesellschaften innerhalb der Allianz-Gruppe sowie verschiedener deutscher Finanzdienstleistungs- und Industrieunternehmen.

## Werdegang
Haasen studierte Rechtswissenschaften an der Georg-August-Universität Göttingen, dort promovierte er zudem. Anschließend trat er 1958 in den Dienst der Allianz, wo er ab 1970 die Zweigniederlassung in Berlin leitete und 1973 mit Zuständigkeit für das Sachversicherungsressort in den Vorstand der Allianz Versicherung aufrückte. Zunächst war er stellvertretendes Vorstandsmitglied und rückte 1976 zum ordentlichen Mitglied auf. 1981 übernahm er als Vorstandsmitglied die Verantwortung für das US-Geschäft, ehe der Vertraute von Konzernchef Wolfgang Schieren im Zuge einer Neustrukturierung des Allianz-Konzerns im Juni 1985 Arno Paul Bäumer als Vorstandsvorsitzenden der Allianz Lebensversicherung ablöste und im selben Jahr als Mitglied in den Vorstand der Allianz-Holding aufgenommen wurde.
Während unter seiner Leitung die Allianz Lebensversicherung ihre Marktführerschaft behauptete, war er 1989/90 Verhandlungsführer bei der Übernahme des privaten Versicherungsgeschäfts der Staatlichen Versicherung der DDR. Mitte März 1990, noch vor der freien Volkskammerwahl 1990, wurde ein entsprechender Vorvertrag mit der DDR-Führung unterzeichnet. Nach der schrittweisen Übernahme besetzte er bei der in Deutsche Versicherung umbenannten Gesellschaft ebenfalls den Vorstandsvorsitz.
Im Zuge des altersbedingten Abgangs Schierens von der Konzernspitze im Oktober 1991 kam es zu Beginn des Jahres zu diversen Neubesetzungen von Vorstandsposten. Dabei wechselte Haasen an die Spitze der Allianz Versicherung, sein Nachfolger bei der Lebensversicherungstochter wurde Henning Schulte-Noelle. Im Oktober übernahm er zudem den neu geschaffenen Posten des stellvertretenden Vorsitzenden der Holding-Gesellschaft. Unter seiner Leitung durchlebte die Allianz Versicherung einen Sanierungskurs, der durch Kostensenkungen, ein verbessertes Schadensmanagement und Beitragsanpassungen insbesondere in der KfZ- und Industrieversicherung geprägt war. Zum Jahresende 1994 trat er in den Ruhestand und übergab die Unternehmensleitung an den bisher für den Vertrieb zuständigen Vorstandskollegen Reiner Hagemann.
Nach seinem Eintritt in den Ruhestand wechselte Haasen in den Aufsichtsrat der Allianz Versicherung. Zudem übernahm er 1995 vorübergehend ein entsprechendes Mandat bei der von der Swiss Re erworbenen Vereinten Versicherung. Bereits zuvor hatte er diverse Aufsichtsmandate bei Unternehmen der Allianz-Gruppe besetzt. Daneben übernahm er entsprechende Mandate auch außerhalb des Allianz-Konzerns wahr, insbesondere bei strategischen Beteiligungen. So war er unter anderem  bei DLW, bei Heidelberger Druckmaschinen, bei Klöckner-Humboldt-Deutz, bei der Bayerischen Hypotheken- und Wechsel-Bank und der IKB Deutsche Industriebank im Aufsichtsrat vertreten. Zudem war er zwischen 1983 und 1991 als stellvertretender Vorsitzender Aufsichtsratsmitglied beim Stuttgarter Konkurrenten Württembergische Lebensversicherung.
Haasen engagierte sich zudem in verschiedenen Organisationen. Zwischen 1985 und 1993 gehörte er dabei als Stellvertreter von Georg Büchner dem Präsidium des Gesamtverbands der Deutschen Versicherungswirtschaft an.

## Familie
Haase war seit 1962 verheiratet, er hatte zwei Kinder. Sein Vater Herbert Haasen war als Jurist bei der Gothaer ebenfalls im Versicherungsbereich tätig, dessen zwei Jahre ältere Bruder Peter war ein auf Metallurgie spezialisierter Physiker. Über die Mutter Ingeborg, gebürtige Samwer, waren die beiden zudem mit Karl August Friedrich Samwer und Hans Samwer sowie den Samwer-Brüdern verwandt.